# Atriplex argentea
Atriplex argentea är en amarantväxtart som beskrevs av Thomas Nuttall. Enligt Catalogue of Life ingår Atriplex argentea i släktet fetmållor och familjen amarantväxter, men enligt Dyntaxa är tillhörigheten istället släktet fetmållor och familjen amarantväxter. Arten har ej påträffats i Sverige.

## Underarter
Arten delas in i följande underarter:
- A. a. expansa
- A. a. hillmannii

## Bildgalleri

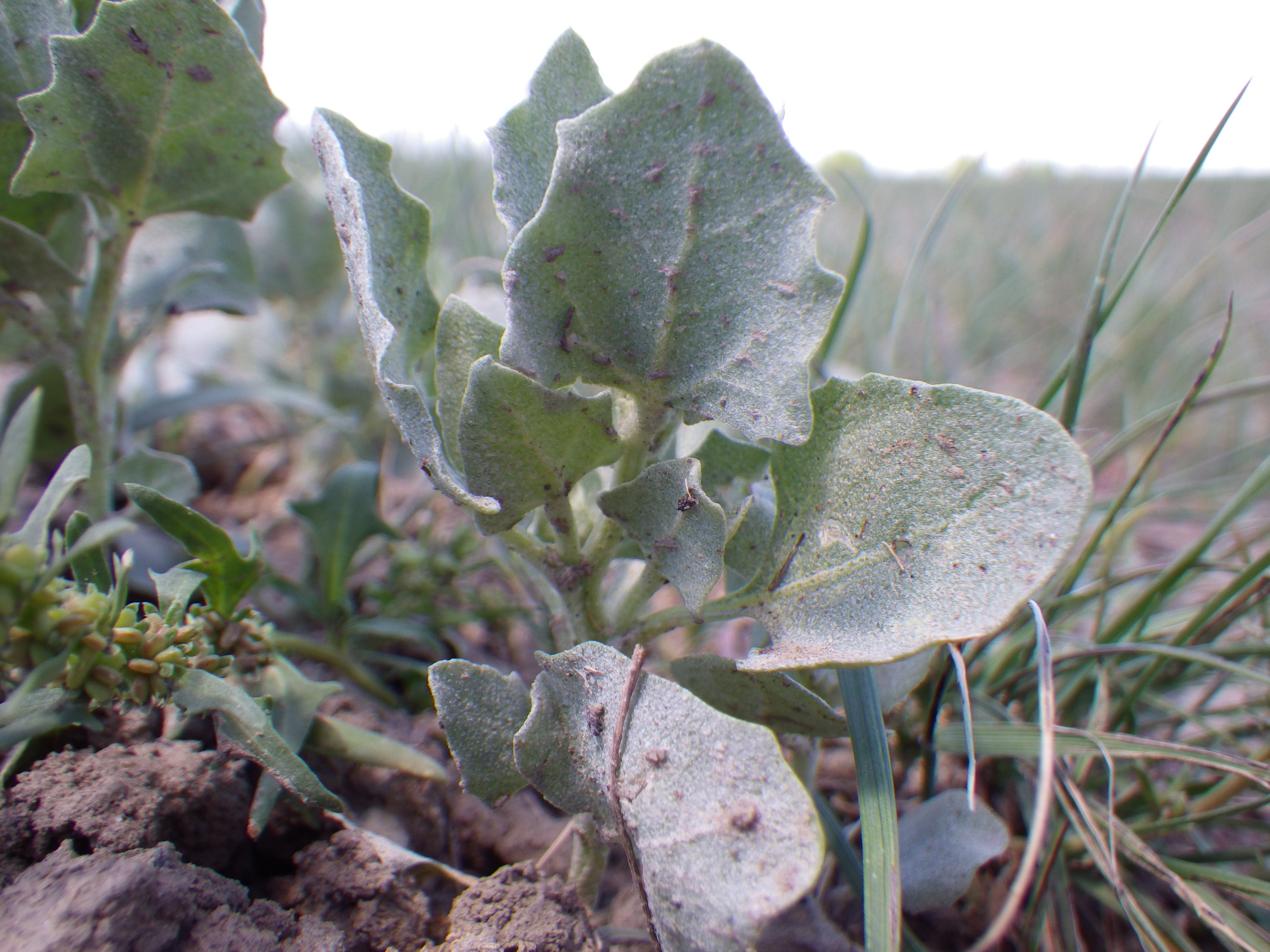
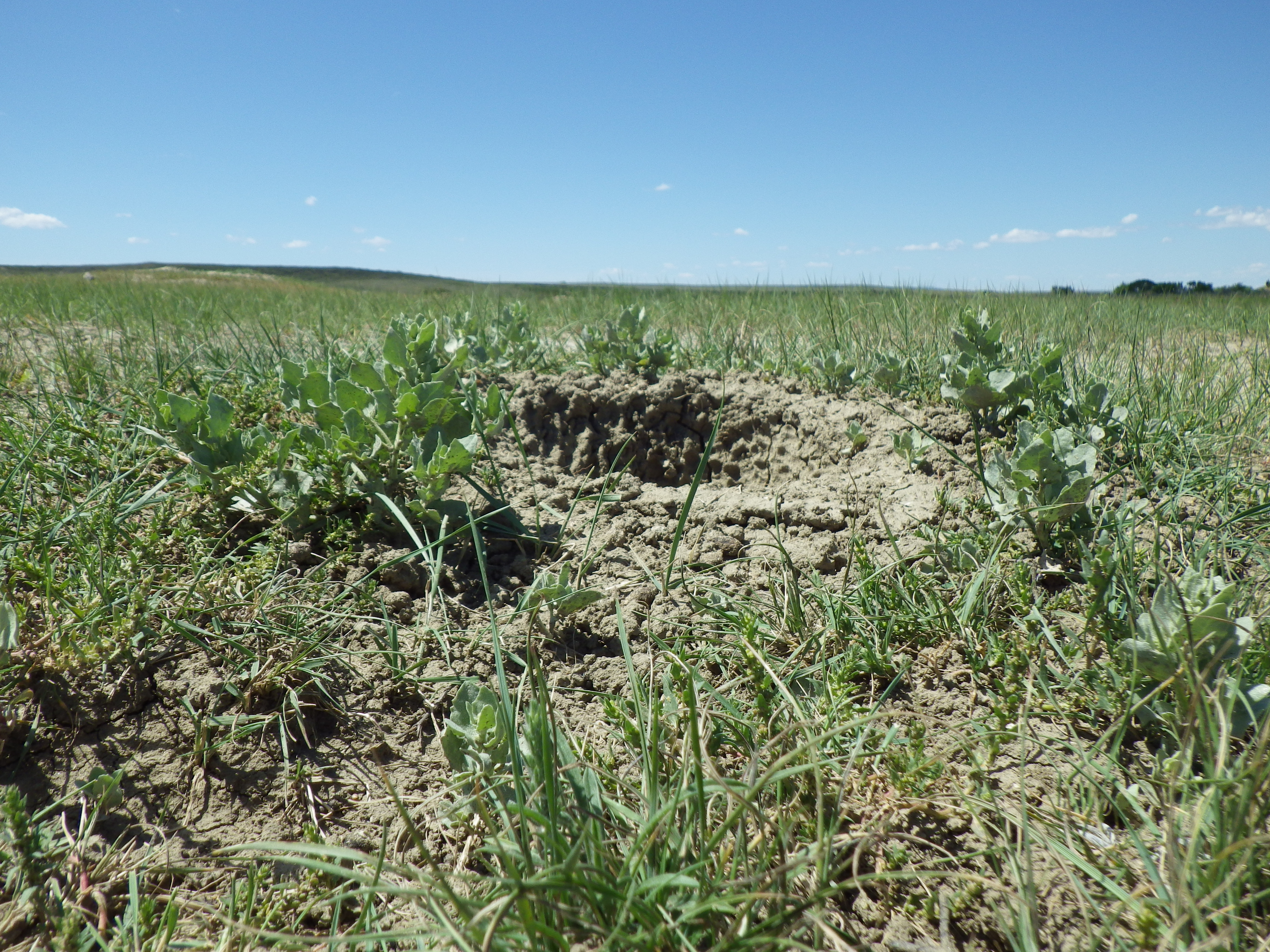
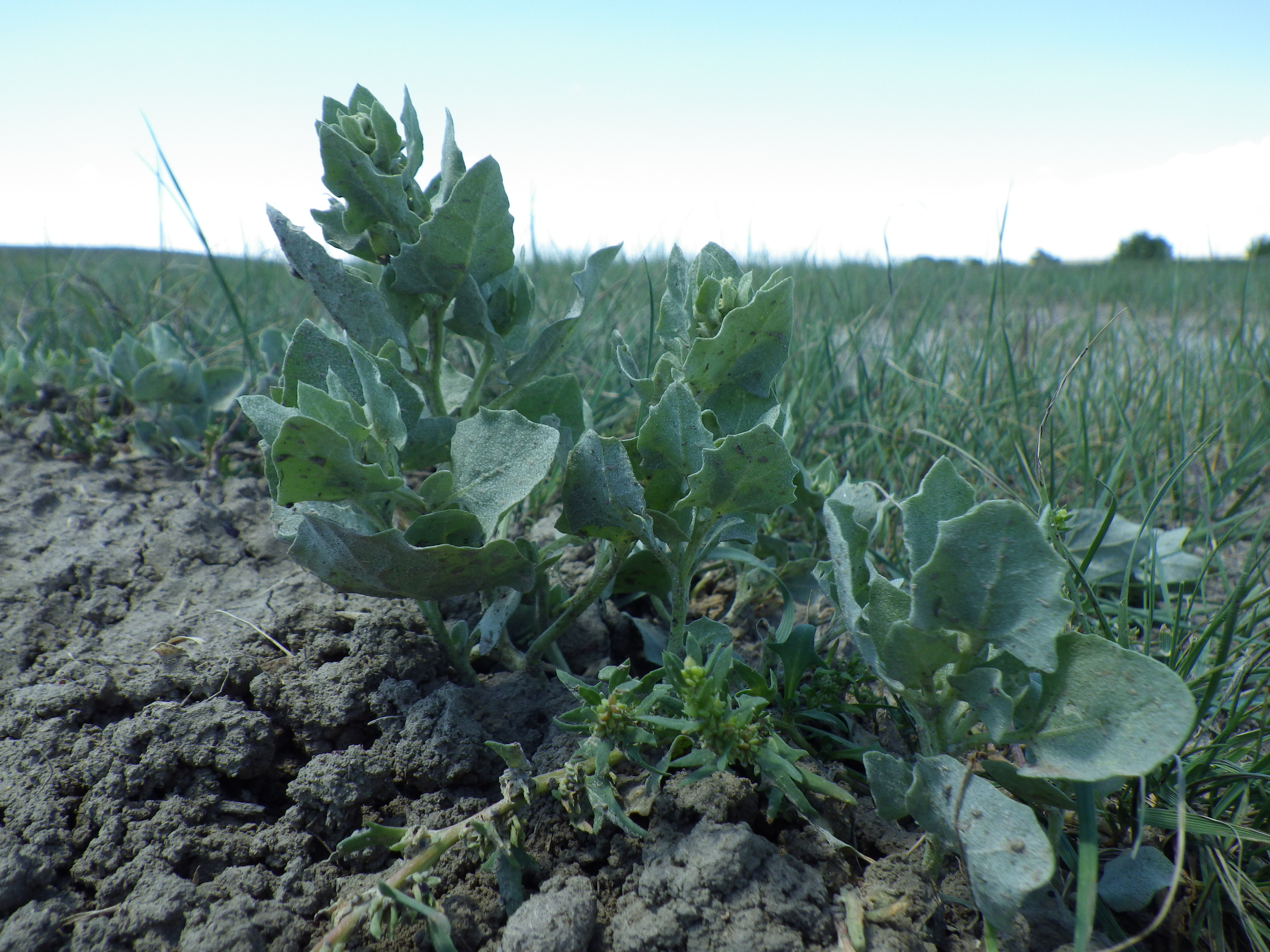
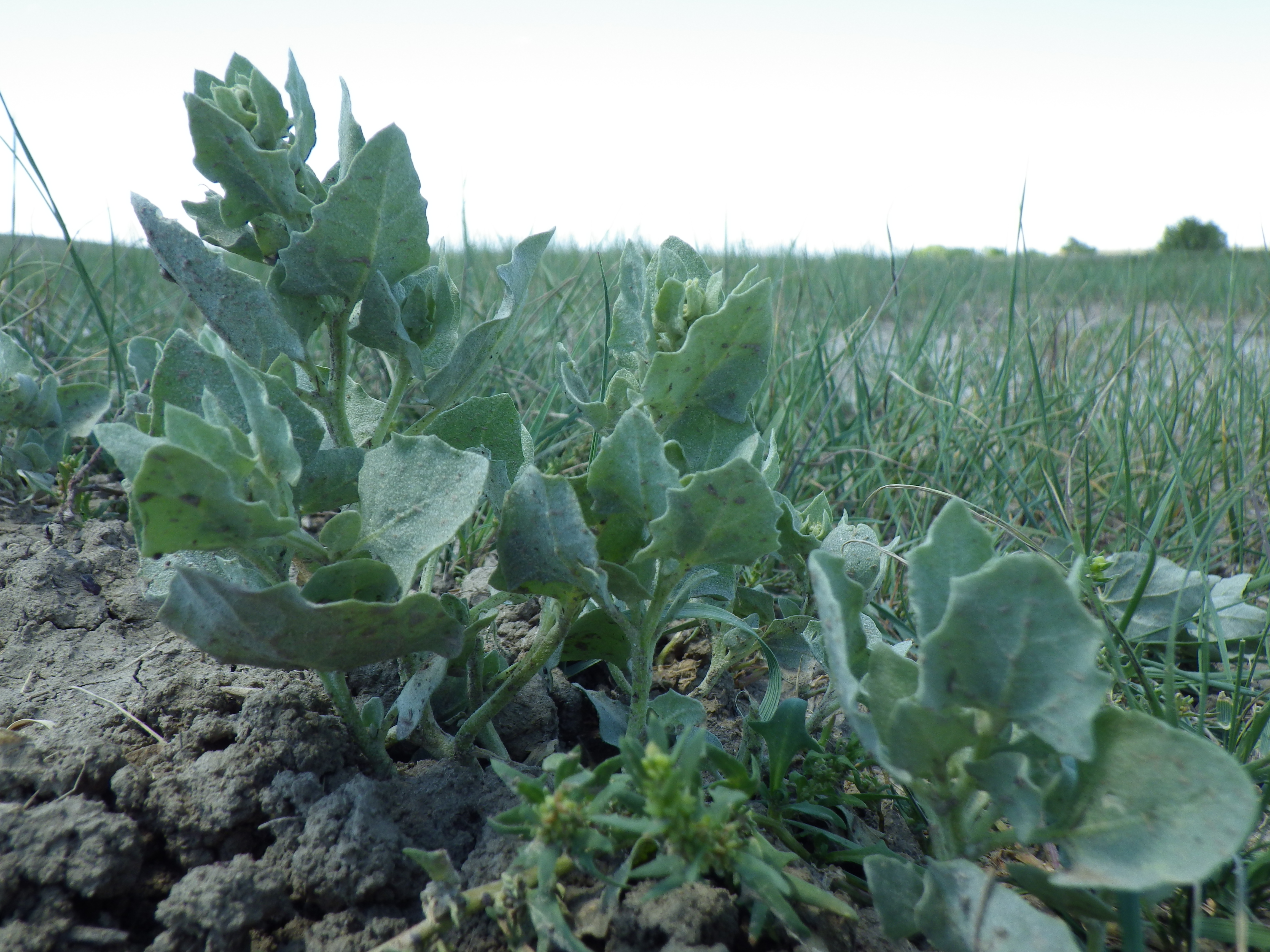
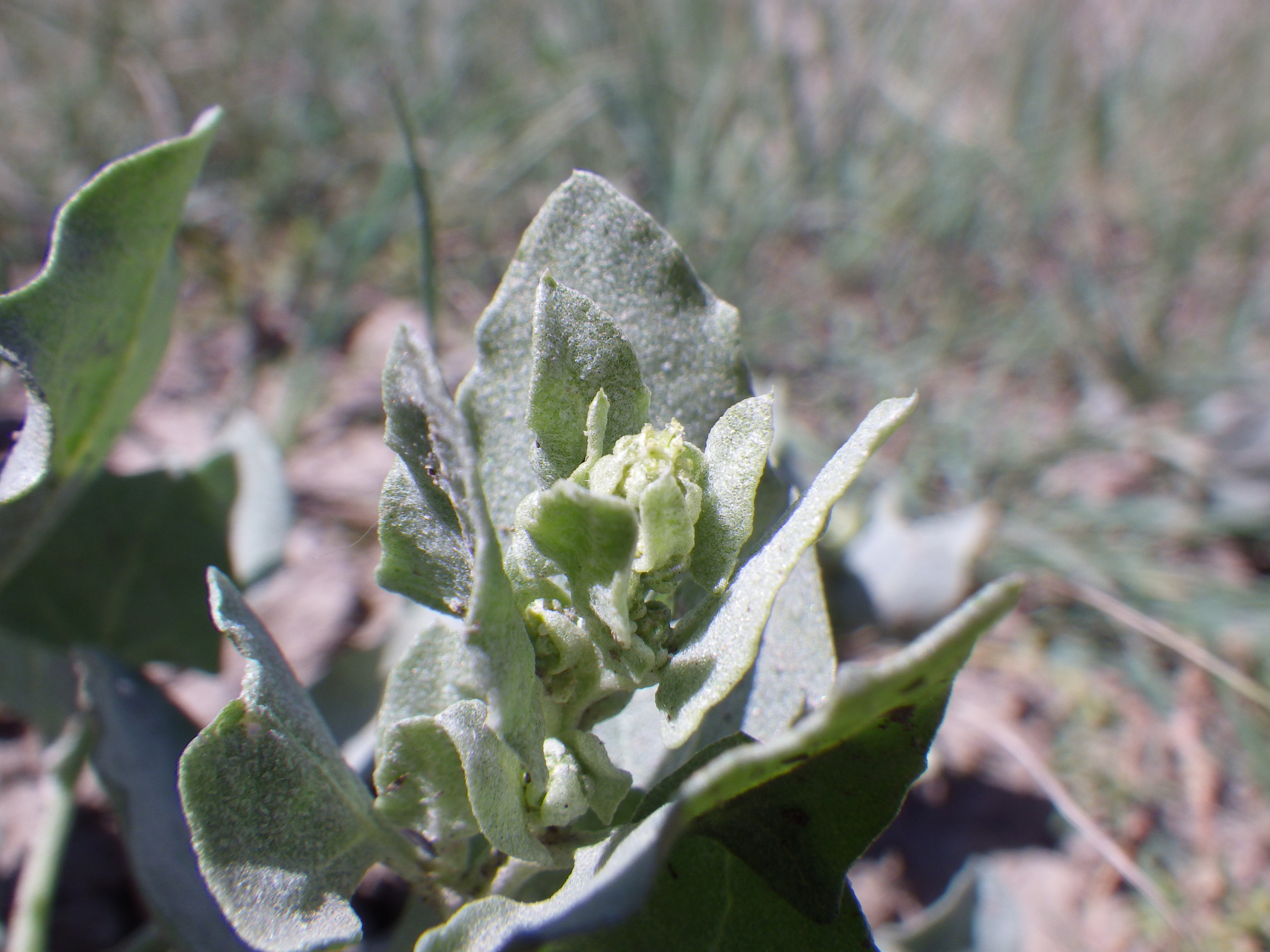
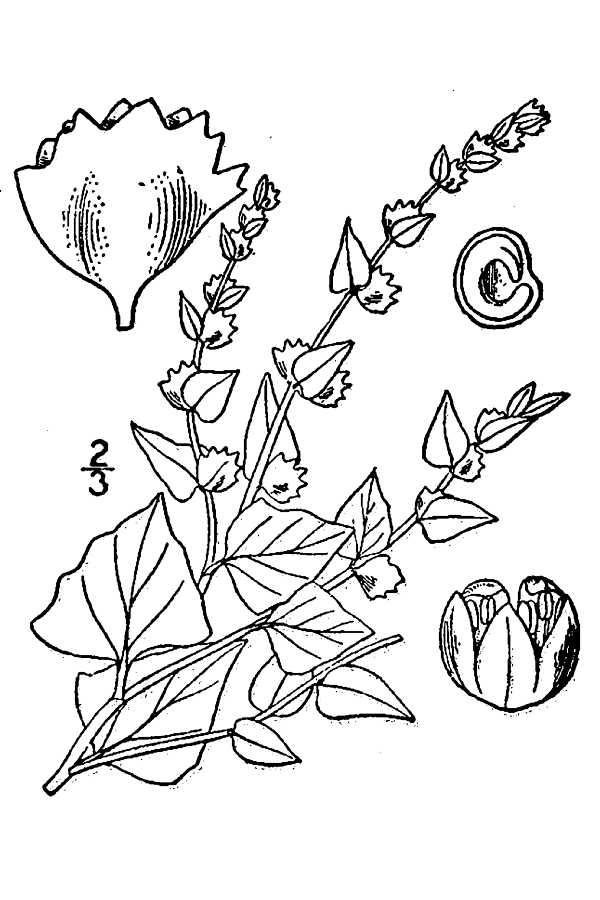